# 伊茲緬奇維島
伊茲緬奇維島是俄羅斯的島嶼，屬於北地群島的一部分，位於小泰梅爾島以北的拉普捷夫海，由克拉斯諾亞爾斯克邊疆區負責管轄，島上無人居住。
78°09′34″N 107°07′29″E / 78.159358°N 107.124825°E